# Tillandsia recurvifolia
Tillandsia recurvifolia es una especie de planta epífita dentro del género  Tillandsia. Es originaria de Bolivia, Paraguay, Uruguay, Argentina, y Brasil.

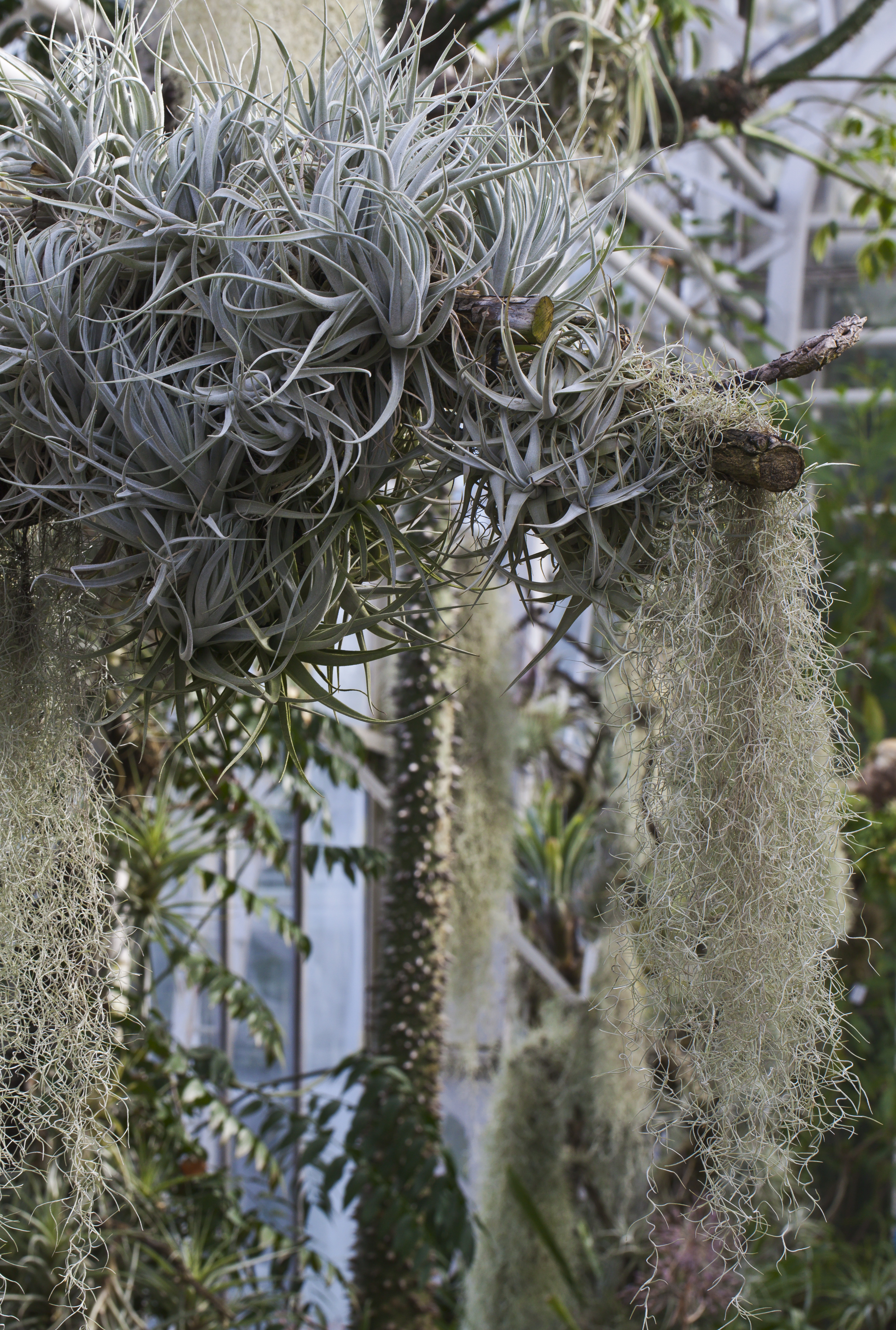
Vista de la planta

## Cultivares
- Tillandsia 'Cotton Candy'[3]
- Tillandsia 'Flaming Cascade'[3]
- Tillandsia 'Flaming Spire'[3]
- Tillandsia 'Gildora'[3]
- Tillandsia 'Houston'[3]
- Tillandsia 'Mystic Circle'[3]
- Tillandsia 'Ned Kelly'[3]
- Tillandsia 'Oboe'[3]
- Tillandsia 'Really Red'[3]
- Tillandsia 'Southern Cross'[3]
- Tillandsia 'White Star'[3]

## Taxonomía
Tillandsia recurvifolia fue descrita por William Jackson Hooker y publicado en Botanical Magazine 87: t. 5246. 1861.
Etimología
Tillandsia: nombre genérico que fue nombrado por Carlos Linneo en 1738 en honor al médico y botánico finlandés Dr. Elias Tillandz (originalmente Tillander) (1640-1693).
recurvifolia: epíteto latíno que significa "con las hojas recurvadas"
Sinonimia
- Anoplophytum refulgens E.Morren ex Baker
- Tillandsia meridionalis Baker
- Tillandsia stricta var. paraguariensis Hassl.[5][6]